# علي محمد إسماعيل
علي محمد محمود إسماعيل وشهرته علي إسماعيل معلم مصري، عضو في مجلس الشعب المصري، عن الدورة البرلمانية 2005-2010، وعضو الكتلة البرلمانية لنواب الإخوان المسلمين عن دائرة الشهداء بمحافظة المنوفية.

## التعليم
- بكالوريوس العلوم والتربية.

## النشاط السياسى
- عضو مجلس الشعب عن الدائرة الانتخابية ببركة السبع محافظة المنوفية. الدورة البرلمانية 2005-2010

## العمل
- موجه مادة الكيمياء بالتربية والتعليم.